# Jia Nan Yuan
Pour les articles homonymes, voir Yuan (homonymie).
Jia Nan Yuan  (qui aurait dû être orthographié à l'origine Jianan Yuan) est une pongiste franco-chinoise née le 11 juillet 1985 à Zhengzhou, en Chine. Chinoise d'origine, elle est venue vivre en France à sa majorité, en septembre 2003, et a été naturalisée française le 28 janvier 2011.
Elle évolue dans le championnat de France Pro A de tennis de table depuis 2003, d'abord dans le club de Saint-Berthevin/Saint-Loup, puis dans le club de Poitiers à partir de 2014.
Elle est la première pongiste française à remporter le Top 16 européen, en 2024, et la première à remporter un titre sur le circuit World Table Tennis, en 2025 à Skopje.

## Biographie
Jia Nan Yuan est née le 11 juillet 1985 à Zhengzhou, dans la province du Henan, en Chine. L'orthographe de son nom aurait dû être Jianan, et non Jia Nan, qui résulte d'une erreur sur son passeport.
Yuan commence l'apprentissage du tennis de table à l'âge de 6 ans avec sa mère, qui l’entraîne avec d’autres enfants de son école. Ses bons résultats en compétition lui permettent d'intégrer l’équipe de la province du Henan à 10 ans et demi, puis l'équipe nationale de Chine junior, pour laquelle elle joue pendant 6 mois.
En septembre 2003, à 18 ans, elle estime que la concurrence dans son pays natal est trop forte, et décide de s'installer en France, en Mayenne, hébergée par le président du club de Saint-Berthevin/Saint-Loup, où elle joue en Pro A.
Elle rencontre Chen Tianyuan, un pongiste chinois, au club de La Romagne , près de Cholet , où elle s'entraîne parfois. Elle se marie avec lui, et ils ont un fils en 2013. Elle est naturalisée française en 2011.
En 2014, elle rejoint le club de Poitiers.
Elle remporte six fois le titre de championne de France de tennis de table en simple, en 2012, 2015, 2017, 2018, 2019 et 2021,.
Yuan est classée no 4 française en 2019.
Lors du tournoi pré-olympique européen, elle se qualifie en avril 2021 pour les Jeux olympiques de Tokyo.
Elle est médaillée de bronze aux Championnats d'Europe de tennis de table 2020 (joués en 2021) en double mixte avec Emmanuel Lebesson ainsi qu'en double dames avec Stéphanie Loeuillette. Lebesson et Yuan sont également finalistes du tournoi WTT du Qatar.
En 2021 elle parvient en demi-finale du double mixte des Jeux olympiques de Tokyo, associée avec Emmanuel Lebesson. La paire s'incline également dans le match pour la médaille de bronze, terminant ainsi 4e des Jeux. 
Avec Pauline Chasselin, Prithika Pavade et Audrey Zarif, elle fait ensuite partie de l'équipe de France médaillée de bronze aux Championnats d'Europe de tennis de table en octobre 2021 à Cluj, premier podium féminin européen depuis 1962. En décembre 2021, elle remporte son sixième titre de championne de France en simple, égalant ainsi Claude Bergeret et Anne Boileau, le record de succès restant à huit.
En août 2022, elle remporte le championnat d'Europe du double mixte avec Emmanuel Lebesson face au duo roumain Ovidiu Ionescu-Bernadette Szőcs, après avoir disposé au tour précédent du duo slovaque Barbora Balážová (de)-Ľubomír Pištej,.
Elle est no 1 française en juin 2023, alors qu'elle se hisse dans le top 20 mondial.
Avec elle, l'équipe de France féminine se classe troisième des championnats d'Europe par équipes en septembre 2023.
Elle remporte le Top 16 européen de tennis de table le 21 janvier 2024, en battant en finale Sofia Polcanova 4 sets à 3, devenant ainsi la première française titrée dans cette compétition.
En février 2024, elle est médaillée de bronze aux Championnats du monde de tennis de table par équipes 2024, à Busan (Corée du Sud), avec Camille Lutz, Charlotte Lutz, Audrey Zarif et Prithika Pavade. L'équipe de France est défaite en demi-finale par la Chine (3 matchs à 0). Cela faisait 33 ans que l'équipe de France féminine n'avait pas remporté de médaille aux championnats du monde par équipes (la dernière étant également une médaille de bronze en 1991).
Jia Nan Yuan remporte le tournoi WTT Contender de Skopje le dimanche 15 juin 2025 ; elle obtient ainsi à l'âge de 40 ans son premier titre WTT, qui est aussi le premier d'une pongiste française sur le circuit World Table Tennis depuis sa création en 2019.

## Style de jeu
Son jeu est caractérisé par son lancer de balle au service extrêmement haut. Elle se sert ainsi de l'énergie cinétique de la balle pour imposer énormément d'effet lors de la mise en jeu, ce qui facilite la négociation du jeu par une prise d'initiative rythmée. Elle joue avec un soft en coup droit qui lui permet de frapper fort voire très fort.

## Palmarès
- 2021 :  Championnats d'Europe par équipes
- 2022 :  championne d'Europe en double mixte avec Emmanuel Lebesson
- 2023 :  Championnats d'Europe par équipes
- 2024 :  Top 16 européen de tennis de table
- 2024 :  Championnats du monde de tennis de table par équipes
- 2025 :  WTT Contender Skopje (de) en simple dames